# إذاعة البرنامج الثقافي
إذاعة البرنامج الثقافي قناة إذاعية  بدأت إرسالها من القاهرة  في 5 مايو 1957 باسم «البرنامج الثاني» لتكون قناة تعنى بالشأن الثقافي، ويرجع الفضل في تأسيسها إلى سعد لبيب.
بدأت الإذاعة إرسالها بثلاث ساعات من البث مساء كل يوم من التاسعة إلى الحادية عشرة، زيدت إلى أربع ساعات يوميا، من الثامنة مساء إلى منتصف الليل، ثم زيدت على مراحل حتى وصلت الآن إلى إثني عشر ساعة يوميا، من الثالثة مساءً إلى الثالثة من صباح اليوم التالي؛ تقدم خلالها تتنوع برامجها ما بين برامج شعر وقصة قصيرة ونقد وتحليل وفترات مفتوحة وبرامج موسيقية وبرامج مقرؤة 5 دقائق يومية.
تميزت ببرامجها التي تتناول مختلف جوانب الحياة الثقافية والأدبية، وخاصة ببرامجها الدرامية التي قدمت فيها ما يزيد على 900 عمل من كلاسيكيات المسرح العربي والعالمي والأعمال الدرامية المبنية على أعمال أدبية عالمية وعربية، قام بإخراجها والتمثيل فيها كبار المسرحيين والممثلين، وتمثيليات إذاعية مسلسة.
من المخرجين الذي أنتجوا أعمالا للإذاعة: محمود مرسي وبهاء طاهر ومحمد توفيق هلال أبو عامر وإبراهيم الدسوقى والشريف خاطر وعصام العراقي وأحمد سليم ورضا الجابرىوالمخرج (رجب الحلواني).
قدمت الإذاعة ما يقارب ألفا من البرامج الخاصة تتناول مختلف الموضوعات والأحداث التاريخية وسير الشخصيات العربية والعالمية الشهيرة في مجالات الآداب والعلوم ومسيراتهم الفكرية.
كما يزخر أرشيف إذاعة البرنامج الثقافي بلقاءات إذاعية لعدد من رواد الثقافة المصرية والعربية.
كان العصر الذهبي للإذاعة هو السنوات الأخيرة من خمسينيات القرن العشرين - فور إنشاءها - وعقد الستينيات منه، وهي الفترة التي شهدت إنتاج أكثر الأعمال تميزا، إضافة إلى فترة نهضة في بداية تسعينيات القرن العشرين.
حاليا تبث الإذاعة برامجها على موجة التوليف الترددي إف. إم. 91.5 وعلى موجة التوليف السعوي 221، وكذلك على القناة الصوتية المصاحبة لقناة النيل للمعلومات على الساتل نيلسات.
كان ممن تولوا رئاسة القناة الإذاعية فؤاد كامل وعفاف أحمد المولد وفوزية المولد والشريف خاطر ومحمد البهنسي ورباب البدراوي ومحمد السيد ندا ومحمد إبراهيم أبوسنة وأحمد طلال ووفاء عبد الحميد ومديرها العام حاليًا الإذاعى محمد إسماعيل. في بداياتها انتُقدت الإذاعة بأنها نخبوية تتوجه إلى القلة من المستمعين المهتمين بمسائل الآداب والثقافة الرفيعة وتتجاهل القضايا الشعبية والمجتمعية، وأنها تغلب التوجه الغربي في محتوها. إلا أن مؤسسي الإذاعة دفعوا بأن القنوات الإذاعية الأخرى تعنى بالشأن العام كما ينبغي بينما تتفرد إذاعة البرنامج الثقافي باهتمامها بالقضايا الأدبية والإبداعية والثقافية،
و أضيف إلى أن البرنامج الثاني له الفضل في تأسيس الإعلام العلمي في العلوم الطبيعية والإنسانية على مستوى كل قنوات الإذاعة وأنها تسعى لاجتذاب أكبر عدد من المستمعين لتعريفهم بتلك الموضوعات وتقديمها إليهم وهناك باب كامل في كتاب عفاف المولد من الشريفين إلى ماسبيرو يستعرض البرامج العلمية والتي تعد بالمئات وتحتفظ بها الإذاعة ضمن كنوز البرنامج الثاني (أرجو التكرم بالرجوع إلى هذا الباب).
وبذلك تنتفي النخبوية عنها، كما أن الأعمال الدرامية التي تقدمها والمسائل الفكرية والثقافية التي تعرضها تنتمي إلى التراث البشري كله وليست تخص الغرب وحده، كما أنها أنتجت أعمالا درامية لكبار الأدباء العرب وبرامجا عن المفكرين وأعلام الفكر والثقافة العرب والمسلمين من القدماء والمحدثين.
لا يزال محبو هذه الإذاعة يشيرون إليها باسمها القديم «البرنامج الثاني» والذي يراه كثيرون اسما مميزا يخالف السائد من تسمية القنوات والمحطات المختلفة، وهو الاسم الذي ربما وضع حينذاك على غرار «البرنامج الثالث» في إذاعة بي بي سي البريطانية.
يقدم البرامج في الإذاعة عديدون، منهم: سعد القليعى ياسر زكى محمد عيسى وأمل بيومي وسامي سدراك وزينب سعد الدين ورامي شفيق وناهد جنيدي، ومعدون منهم علاء عباس وهناء عزت على عبد العزيز وشيرين فكري ووفاء السمري. أما المخرجون فمنهم هشام محب ونصار عبد الغني وفاطمة حسن وناهد الطحان وأميرة الدسوقي وعبير بركات وسعيد البحراوي
توجد في كفر الشيخ جمعية لمحبي إذاعة البرنامج الثقافي.